# NGC 4758
NGC 4758 (другие обозначения — UGC 8014, MCG 3-33-15, ZWG 100.15, IRAS12502+1607, PGC 43707) — галактика в созвездии Волос Вероники.
На небесной сфере это ближайший компаньон галактики M 87, расстояние между галактиками в проекции составляет 370 кпк. Кривая вращения имеет неправильную форму во внутренних 10 секундах дуги, но общий вид кривой вращения с обеих сторон одинаков. На эффективном радиусе скорость вращения, измеренная по линии H-альфа, сравнивается со скоростью вращения нейтрального водорода.
Этот объект входит в число перечисленных в оригинальной редакции «Нового общего каталога».